# Oman International Bank
La Oman International Bank (OIB), devenue HSBC Bank Oman en 2012, était une banque omanaise faisant partie de l'indice S&P/IFCG Extended Frontier 150.

## Historique
En 1979, l'Omani Joint Stock Company est créée en alliance avec l'Arab African International Bank basée en Égypte. Dès 1980, l'Oman Arab African Bank transfère ses opérations sur les terres omanaises, et obtient dans les années suivantes sa licence pour opérer en Inde. L'oman International Bank est fondée en 1984. L'OIB est la première banque commerciale du pays détenue intégralement par des propriétaires omanais.
En 1990, la banque finance les recherches archéologiques de George Hedges sur la ville détruite d'Iram.
En 1999, l'OIB est la plus grande banque du pays.
À la fin de 2009, l'OIB compte 23 agences et enregistre $2,59 milliards d'actifs. La banque compte également le plus grand réseau de distributeurs de billets dans le pays.
En 2011, l'OIB est la 5ème banque du pays avec $3,2 milliards d'actifs. En mars 2011, les employés de la banque prennent part aux manifestations, qui s'inscrivent dans la vague du Printemps arabe, en faisant une grève silencieuse d'une demi-journée devant l'immeuble de leur employeur.
En 2012, l'OIB fusionne ses opérations avec la branche omanaise de la HSBC (présente dans le pays depuis 1948) pour créer la HSBC Oman Bank,.
En 2014, la HSBC Oman Bank cède ses activités bancaires en Inde à la Doha Bank.